# Francis, Saskatchewan
Francis är en ort i Kanada.   Den ligger i provinsen Saskatchewan, i den sydöstra delen av landet, 2 200 km väster om huvudstaden Ottawa. Francis ligger 601 meter över havet och antalet invånare är 176.
Terrängen runt Francis är mycket platt. Trakten runt Francis är nära nog obefolkad, med mindre än två invånare per kvadratkilometer..
Trakten runt Francis består till största delen av jordbruksmark.